# 고로엔역
고로엔역(일본어: 香櫨園駅, こうろえんえき)은 일본 효고현 니시노미야시에 있는 한신 전기철도 본선의 역이다. 역 번호는 HS 18이다. 2001년 3월 2일까지는 "香枦園"으로 표기되었다.
본 역은 제4회 긴키의 역 백선에 선정되었다.

## 역사
- 1907년 4월 1일: 한신 본선의 니시노미야 ~ 우치데 역 사이에 고로엔역으로 신설 개통.
- 1995년
  - 1월 17일: 한신・아와지 대지진 발생으로 한신 본선은 운휴되고 역도 한때 영업 정지.
  - 1월 26일: 고시엔 ~ 아오키 역 구간 운행 재개.
- 1998년 5월 30일: 2번 역사(하행선)만 고가역사로 됨.
- 2001년 3월 3일: 1번 역사(상행선)도 고가역사로 됨과 동시에 역명을 "고로엔 역(香枦園駅)"에서 "고로엔 역(香櫨園駅)"으로 변경.
- 2006년 10월 28일: 준급이 통과가 된 대신 구간 특급의 정차역이 됨.
- 2014년 4월 1일: 역 번호 도입.
- 2017년 3월 18일: 개찰 내에 액정 디스플레이의 안내판이 설치됨.

## 역 구조
상대식 승강장 2면 2선의 고가역이다. 분기기, 절대 신호가 없어 정류장으로 분류된다. 개찰구는 1층에 1개소만 있고 승강장은 2층에 있다. 역사나 승강장은 지상역 시절의 역사를 그대로 보존, 활용하라는 주변 주민의 목소리에 배려하여 메이지 시대를 연상시키는 복고풍의 장식으로 되어 있다.
승강장은 슈쿠 강에 걸친 구조이다.
승강장 유효 길이는 19m급 한신 차량 6량 편성에 대응한 120m이다. 현행 다이아에서는 고베 방면으로 가는 우등 열차가 정차하지 않으므로, 하행 승강장은 4량 편성분만이 사용되고 있다.

### 승강장
| 승강장 | 노선   | 방향 | 행선                                         |
| ------ | ------ | ---- | -------------------------------------------- |
| 1      | ■ 본선 | 상행 | 아마가사키・오사카 (우메다)・난바・나라 방면 |
| 2      | ■ 본선 | 하행 | 고베 (산노미야)・아카시・히메지 방면         |

## 역 주변
역 주변 일대는 고로엔으로 불리며 니시노미야나나엔의 하나로 꼽히는 주택가이다. 승강장 밑을 흐르는 슈쿠 강 둔치에는 슈쿠가와 공원이 정비되어 있다.

### 기타구치
- 슈쿠 강
- 슈쿠가와 공원
- 슈쿠가와 오아시스 로드
- 오테마에 대학(사쿠라슈쿠가와 캠퍼스)
  - 오테마에 아트 센터
- 니시노미야 다도인실 우체국
- 신마 고고 자료관
- 일본 복음 루터교회 니시 교구 니시노미야 교회
- 국도 제2호선
- 서일본여객철도(JR 서일본) 도카이도 본선(JR 고베 선) 사쿠라슈쿠가와역
- 한큐 고베 본선・고요 선 슈쿠가와 역

### 미나미구치
- 니시노미야 시 오타니 기념 미술관
- 니시노미야 시 교육 문화 센터
  - 니시노미야 시 국립 중앙 도서관
  - 니시노미야 시립 향토 자료관
  - 니시노미야 시 평화 자료관
- 고로엔하마 - 1908년, 아시야시에 있던 우치데하마 해수욕장이 고로엔하마에 이전되어 "고로엔하마 해수욕장"으로 오랫동안 사랑 받았다. 1965년에 폐쇄될 때까지 간사이를 대표하는 해수욕장이었다. 니시노미야 포대가 있다.
- 사립 고요가쿠인 중학교
- 효고 현립 니시노미야 고후 고등학교
- 니시노미야 회생 병원
- 니시노미야 고로엔 우체국
- 국도 제43호선
- 한신 고속 3호 고베 선

## 사진

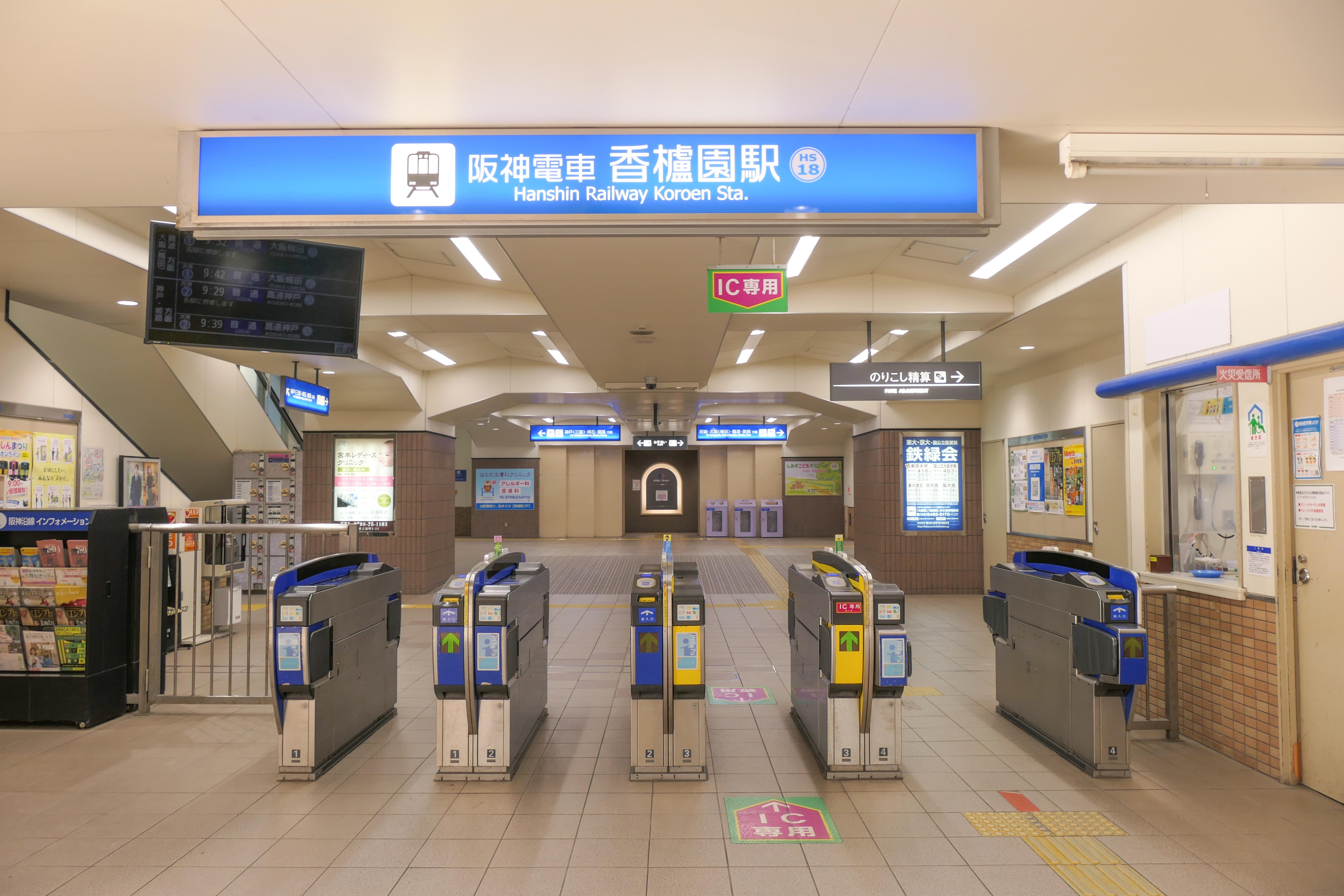
개찰구
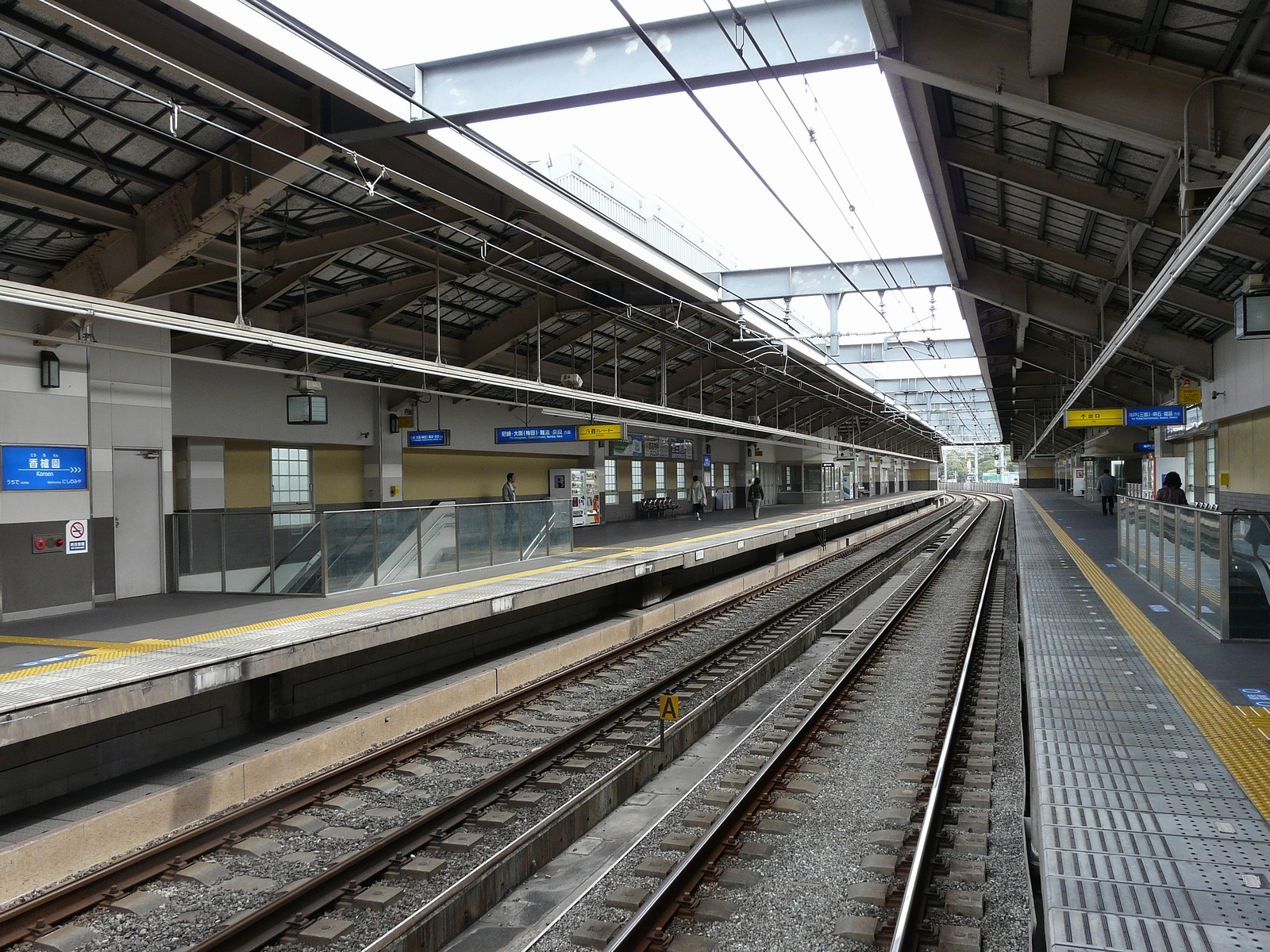
승강장

## 인접역
| 한신 전기철도 ■ 본선         | 한신 전기철도 ■ 본선 | 한신 전기철도 ■ 본선       |
| ---------------------------- | -------------------- | -------------------------- |
| HS 16 이마즈 우메다 방면     | ■ 구간특급           | 우치데 HS 19 미카게 방면   |
| HS 17 니시노미야 우메다 방면 | ■ 보통               | 우치데 HS 19 신카이치 방면 |